# سنگ‌چشم جنگلی سریلانکایی
سنگ‌چشم جنگلی سریلانکایی (نام علمی: Tephrodornis affinis) یک گونه پرنده از تیرهٔ وانگایان (Vangidae) است که در سریلانکا یافت می‌شود. گاهی آن را زیرگونه‌ای از سنگ‌چشم جنگلی معمولی در نظر می‌گیرند.